# Claudiu Năsui
Claudiu-Iulius-Gavril Năsui (ur. 5 maja 1985 w Bukareszcie) – rumuński polityk i ekonomista, deputowany, od 2020 do 2021 minister gospodarki, przedsiębiorczości i turystyki.

## Życiorys
Studiował we Francji i we Włoszech. W 2007 uzyskał licencjat z ekonomii na Université Paris-Dauphine, a w 2009 magisterium z finansów na Uniwersytecie Bocconiego w Mediolanie. Po powrocie do Rumunii założył organizację pozarządową „Societatea pentru Libertate individuala”. Pracował w sektorze prywatnym, m.in. jako analityk finansowy w Banca Comercială Română. W 2016 był doradcą ministra finansów publicznych w trakcie funkcjonowania gabinetu Daciana Cioloșa.
Zaangażował się w działalność polityczną w ramach Związku Zbawienia Rumunii, został wiceprzewodniczącym tej formacji. W wyborach w 2016 z ramienia tego ugrupowania uzyskał mandat posła do Izby Deputowanych. Z powodzeniem ubiegał się o reelekcję w 2020 i 2024.
W grudniu 2020 wszedł w skład koalicyjnego rządu Florina Cîțu, obejmując w nim stanowisko ministra gospodarki, przedsiębiorczości i turystyki. Ustąpił z tej funkcji we wrześniu 2021 w trakcie kryzysu koalicyjnego.